# Sommartorpet
Sommartorpet var ett TV-program i Sveriges Television som sändes åren 2000–2008. Det gick ut på att programledarna renoverar ett torp under ett antal veckor under sommaren.

## Historik
Den första säsongen sändes år 2000, då med Gila Bergqvist som programledare, Mathias Alton som snickare och Ernst Kirchsteiger som inredare. De återkom även i 2001 års sommartorp. Till 2002 års sommartorp byttes Gila Bergqvist ut mot Bella Linde. 
År 2003-2007 var Ernst Kirchsteiger ensam programledare, och istället för att ha en fast ensemble med tog han in andra personer då och då istället. Dock var Alton och Linde kvar under säsongen 2003.
Efter att Ernst Kirchsteiger bytt kanal, från SVT till TV4, tog Isabelle Halling och Stefan Larsson över programledarrollen. De var programledare under sommaren 2008. Efter den säsongen har programmet haft uppehåll.
Under vissa höstar/vintrar mellan säsongerna sände SVT serien Nya rum. En säsong renoverade sommartorpsgänget ett hus, men i övriga säsonger var det istället ett inredningsprogram med enbart Kirchsteiger som programledare. 